# 丙利酮

丙利酸

丙利酮（研发代号：SC-23133）是一种有机化合物，分子式为C23H30O3，属于甾体类抗鹽皮質激素，是丙利酸的内酯，从未上市销售。